# Luiz Júnior
Luiz Lúcio Reis Júnior dit Luiz Júnior, né le 14 janvier 2001 à Picos au Brésil, est un footballeur brésilien qui évolue au poste de gardien de but au Villarreal CF.

## Biographie

### En club
Né à Picos au Brésil, Luiz Júnior est formé par le Mirassol FC avant de rejoindre le club portugais du FC Famalicão. Il joue son premier match en professionnel le 21 novembre 2020, à l'occasion d'une rencontre de coupe du Portugal contre le Clube Oriental de Lisboa. Il est titularisé lors de ce match remporté par les siens (0-3). Luiz Júnior fait sa première apparition dans le championnat portugais de première division à 19 ans, le 27 novembre 2020, face au Paços de Ferreira. Il est titulaire et son équipe s'incline par deux buts à zéro ce jour-là,.
Le 25 février 2021, il prolonge son contrat jusqu'en juin 2026 avec le FC Famalicão,.
Le 30 décembre 2022, lors d'une rencontre de championnat face au GD Chaves, Luiz Júnior se fait remarquer en arrêtant un penalty alors que son équipe mène seulement d'un but. Il contribue ainsi à la victoire des siens ce jour-là (0-2 score final), ce qui lui vaut les éloges de son entraineur, João Pedro Sousa (en).
Luiz Júnior prolonge de nouveau son contrat avec le FC Famalicão le 7 novembre 2023. Il est alors lié au club jusqu'en juin 2028,.
Luiz Júnior rejoint l'Espagne et le Villarreal CF le 20 août 2024. Il signe un contrat de six ans, soit jusqu'en juin 2030.

### En sélection
En novembre 2020, Luiz Júnior est appelé pour la première fois avec l'équipe du Brésil des moins de 20 ans.